# Ernest Shonekan
Ernest Adegunle Oladeinde Shonekan (Lagos, 9 de maig de 1936 - Lekki, Estat de Lagos, Nigèria, 11 de gener de 2022) fou un advocat, empresari i polític nigerià. Fou designat president interí de Nigèria per Ibrahim Babangida el 26 d'agost de 1993 després que Babangida dimití sota pressió per cedir el control a un govern democràtic. L'administració transitòria de Shonekan només durà tres mesos, ja que un cop de palau dirigit pel general Sani Abacha desmantellà les institucions democràtiques i portà el govern altre cop sota control militar el 17 de novembre de 1993.
Previ a la seva carrera política, Shonekan fou l'executiu en cap de la United African Company of Nigeria (UAC), un gran conglomerat nigerià.

## Primers anys
Shonekan va néixer i es va criar a Lagos, la capital nigeriana anterior (ara és Abuja). Era fill d'un funcionari nascut a Abeokuta, un de sis fills nascuts a la família. Shonekan va ser educat a la C.M.S Grammar School i a la Universitat d'Igbobi de Lagos. També va rebre un grau de lleis de la Universitat de Londres i més tard va exercir a un despatx i va participar en judicis.

## Carrera
Es va unir a la UAC el 1964,i fou més tard enviat a l'Escola Empresarial de Harvard. A la UAC, va seguir el camí de l'assessorament legal; uns quants anys després d'unir-se a l'empresa, va ser promogut a la posició d'ajudant assessor legal. Esdevingué assessor adjunt dos anys més tard, i aviat va integrar l'equip de direcció.
El 1980, va ser fet president i executiu en cap d'UAC. Com cap de la UAC, fou l'executiu en cap de l'empresa africana més al sud del Sàhara.

## Cap del Consell de Transició
Shonekan era un home de negocis amb una xarxa de contactes molt àmplia. Les seves habilitats provades i la neutralitat política el van fer un dirigent probable pel consell de govern civil que preparava el general Babangida, un govern que havia de fer front als problemes econòmics i més tard a la crisi política. El 2 de gener de 1993, Shonekan va assumir el càrrec de Cap dels Afers del Govern sota el lideratge del president militar Babangida. En aquest temps el Consell de Transició va ser dissenyat per ser la fase final que portaria a una entrega planificada del poder a un dirigent democràticament elegit.
Shonekan coneixia les condicions de les finances del govern, el qual era incapaç de corregir-les. El pressupost de 1993 havia d'incloure un 28 bilions de naira de dèficit deixant pocs diners en les seves reserves estrangeres. El govern estava pressionat durament en obligacions de deute i va haver de tenir converses constants per reestructurar el deute.
Les millores es van posar en camí. El Consell de Govern de les Forces armades havia dissenyat un realista programa econòmic de dos anys. L'esbós del programa demanava reduir la subvenció de la gasolina, per aportar 65 bilions de naira a les arques del govern. Una modificació d'IVA (VAT) estava també en perspectiva i un pla de disciplina fiscal. Pel final de juny, seguint l'anul·lació de les eleccions presidencials dels 12 de juny, Nigèria es va enfonsar en agitació política. La disciplina fiscal no va ser imposada, i el govern va superar l'objectiu de dèficit pel començament del segon trimestre. Per l'agost de 1993, Babangida va decidir fer un pas al costat i instal·lar un govern Interí.

## Govern interí
Oloye Shonekan Va assumir el càrrec de President de Nigèria el 26 d'agost de 1993, nomenat per Babangida. Nigèria es movia gradualment cap a un impàs. Shonekan pressionava per l'anul·lació del deute però, després de l'anul·lació de les eleccions del 12 de juny, la majoria dels poders occidentals havien imposat sancions econòmiques a Nigèria.
La inflació era incontrolable i moltes inversions no relacionades amb el petroli van desaparèixer. Els problemes polítics van continuar. El guanyador de les eleccions de 12 de juny va jurar oposar-se el govern interí. Els seguidors de la democràcia de Nigèria del sud-oest, la regió de Shonekan, el van considerar un obstacle en el camí de la nació cap a la democràcia, justícia social, i millora del benestar de les persones. Durant els seus pocs mesos al poder, va intentar un nou calendari pel retorn a la democràcia, mentre el seu govern va tenir dificultats per la vaga d'uns treballadors.
Shonekan va alliberar els presoners polítics detinguts sota Babangida. Va intentar un calendari per la retirada de tropes de pau de l'ECOMOG a Libèria. El govern també va iniciar una auditoria dels comptes de la companyia petroliera estatal NNPC, el gegant del petroli, una organització que tenie moltes ineficiències. Shonekan va introduir una llei per derogar tres importants decrets draconians del govern militar.
Controlava poc a l'exèrcit. El Secretari de Defensa, Sani Abacha, va fer un cop militar i va agafar el control del poder el novembre de 1993, als pocs mesos d'haver esdevingut president.